# صهیب دریوش
صهیب دریوش (انگلیسی: Couhaib Driouech؛ زادهٔ ۱۷ آوریل ۲۰۰۲) بازیکن فوتبال اهل مراکش است که برای باشگاه ورزشی پی‌اس‌وی آیندهوون بازی می‌کند. 
از باشگاه‌هایی که در آن بازی کرده است می‌توان به باشگاه ورزشی هیرنفین اشاره کرد.
وی همچنین در تیم ملی فوتبال زیر ۲۳ سال مراکش بازی کرده است.